# Уререт

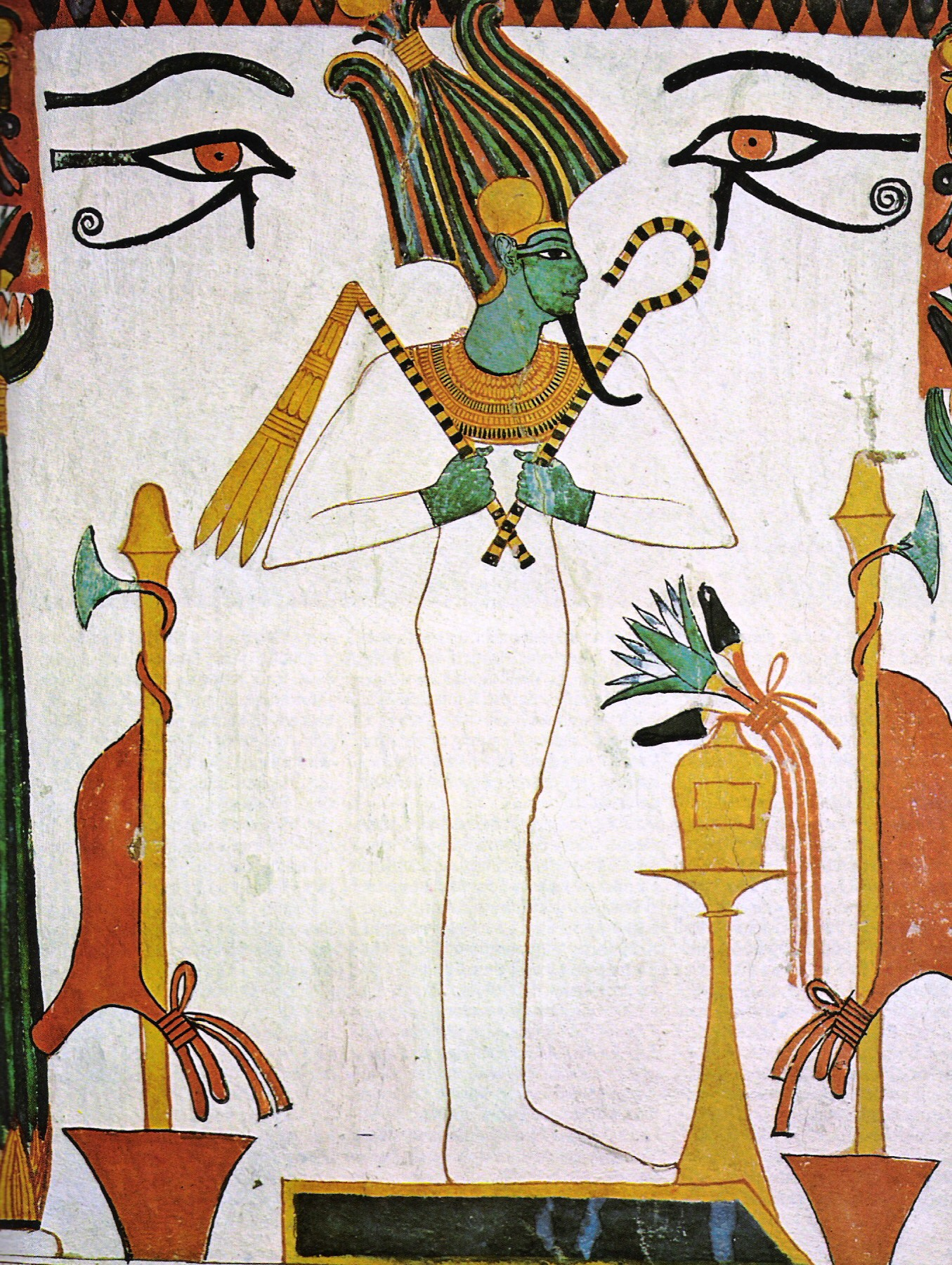
Осирис в короне уререт.

Уререт — древнеегипетская корона. Корона уререт состоит из выпуклой кеглеобразной чати похожей на корону Верхнего Египта хеджет и двух симметрично расположенных страусиных перьев по бокам от короны, которые сверху образуют небольшой завиток. 
Корона уререт — это традиционный атрибут бога Осириса.
Похожа на корону атеф, отличается цветом.